# Wschodnia dynastia Wei
Wschodnia dynastia Wei – dynastia panująca w północno-wschodnich Chinach w latach 534 - 550.
W roku 532, po pokonaniu klanu Erzhu, faktyczną władzę w państwie Północnej dynastii Wei zagarnął Gao Huan, żołnierz wywodzący się z nadgranicznych „Sześciu garnizonów”. Gao Huan ustanowił marionetkowego cesarza w osobie Yuan Xiu (532 - 534), który jednak nie godząc się ze swoją rolą w roku 534 uciekł na zachód pod opiekę rywala Gao Huana, Yuwen Taia. W odpowiedzi Gao Huan ustanowił cesarzem innego członka rodu cesarskiego, Yuan Shanjiana (534 - 550), i przeniósł stolicę z Luoyangu do Ye. Wkrótce potem także Yuwen Tai koronował własnego marionetkowego cesarza i tym samym doszło do podziału Północnej dynastii Wei na dwie linie, wschodnią i zachodnią, przez późniejszych historyków nazywane odpowiednio Wschodnią i Zachodnią dynastią Wei. Yuan Shanjian (cesarz Xiaojing) miał być jedynym władcą Wschodniej dynastii Wei.
Faktyczną władzę we Wschodnim Wei sprawował Gao Huan, będący nominalnie jedynie dowódcą „Sześciu Garnizonów”. Chociaż był Chińczykiem, Gao Huan opierał swoje rządy na poparciu arystokratycznych rodów Tuoba, które faworyzował. W tym samym czasie chińskiej elicie pozwalano w dowolny sposób eksploatować swoje ziemie. Wszystko to sprawiało, że reżim Wschodniej dynastii Wei był przeżarty korupcją, a taka polityka była możliwa jedynie dzięki zasobom jakich dostarczała rozwinięta gospodarka terenów znajdujących się pod panowaniem dynastii. 
Polityka zagraniczna Wschodniej dynastii Wei była zdominowana przez konflikt z Zachodnią dynastią Wei, która zajmowała strategiczny region Guanzhong, ze stolicą w Chang’anie (dzis. Xi’an). W roku 537 Gao Huan zaatakował Guanzhong, jednak jego armia poniosła klęskę podczas próby przekroczenia przełęczy Tongguan. Podczas kolejnej próby pokonania Yuwen Taia, podjętej jeszcze jesienią tego samego roku, armia Gao Huana została ponownie pokonana w bitwie pod Shayuan. W rezultacie tych zwycięstw Zachodniemu Wei udało się zająć część zachodniego Henanu i południowo-wschodni róg Shanxi. Kiedy jednak w roku 538 siły Zachodniego Wei zaatakowały rejon Luoyang zostały pokonane 13 września 538 roku w bitwie pod Heqiao i wycofały się w nieładzie. Inicjatywa ponownie przeszła w ręce Gao Huana, który w roku 542 zaatakował wzdłuż rzeki Fen, późną jesienią szturmując twierdzę Yubi (dzis. Jishan), ostatecznie musiał się jednak wycofać z powodu pogarszającej się pogody. W roku 543 Yuwen Tai ponownie pomaszerował na Luoyang, jednak i tym razem poniósł klęskę. Kolejne oblężenie Yubi przez Gao Huana w roku 546 zostało przerwane gdy ten podczas niego zachorował.
Gao Huan zmarł w roku 547 i władzę w państwie przejęli jego synowie, Gao Cheng i Gao Yang (550 - 559). Trzy lata później Gao Yang zmusił cesarza Xiaojinga do abdykacji i został pierwszym władcą własnej dynastii, Północnej dynastii Qi.